# 静岡産業大学
静岡産業大学

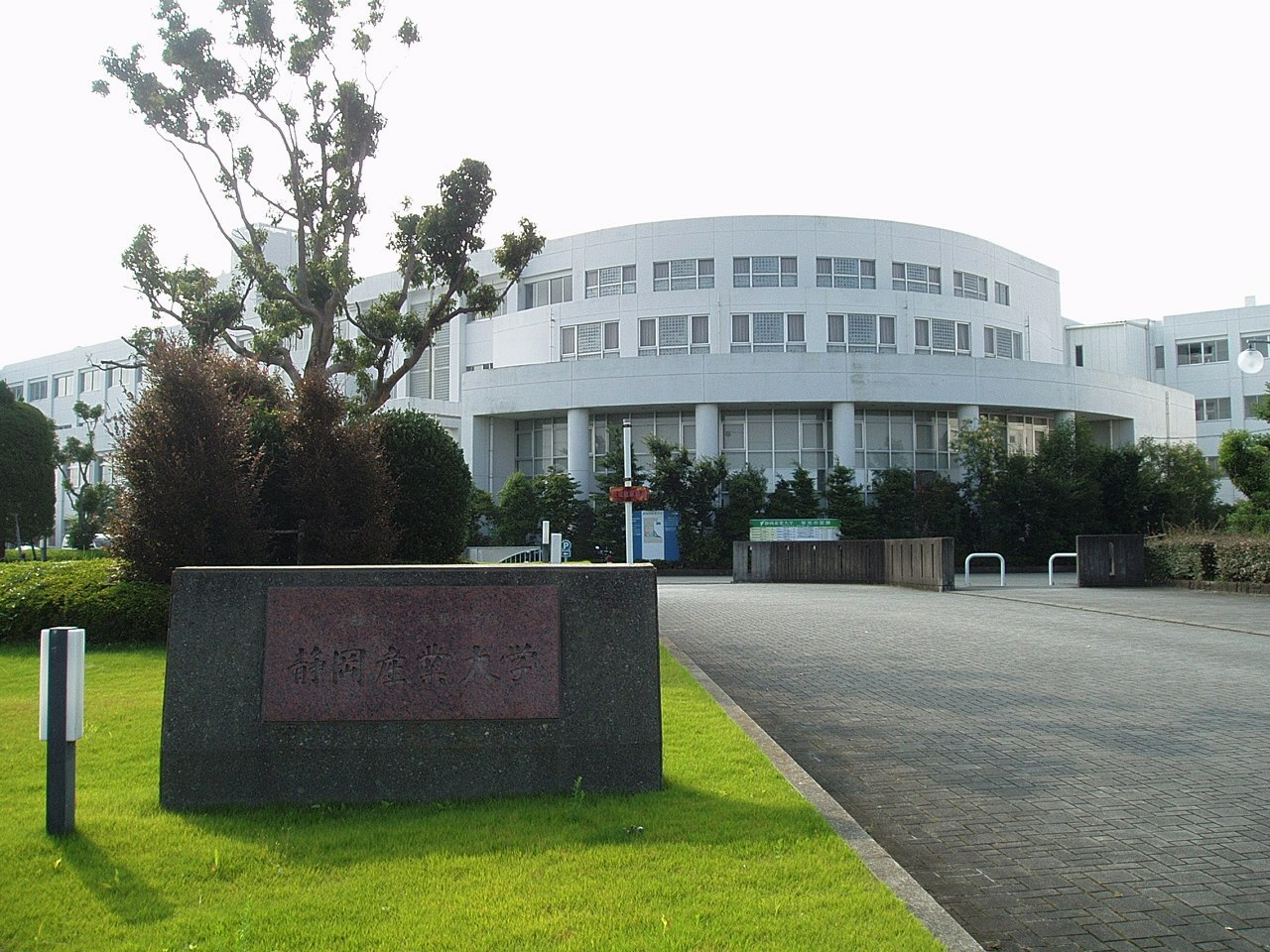
磐田キャンパス

（しずおかさんぎょうだいがく）は、静岡県藤枝市駿河台4丁目1番1号に本部を置く日本の私立大学。1988年創立、1994年大学設置。大学の略称はSSU、静岡産大。

## 概観

### 建学の精神（校訓・理念・学是）
建学の精神、理念、ミッションが定められている。
内容については『沿革・理念とミッション』を参照。

## 沿革
- 1953年（昭和28年）4月 - 静岡学園大学予備校設立
- 1955年（昭和30年）4月 - 学校法人静岡学園大学予備校認可
- 1965年（昭和40年）12月 - 学校法人第二静岡学園寄付行為認可
- 1993年（平成5年）12月 - 静岡産業大学設置認可
- 1994年（平成6年）4月 - 静岡産業大学開学。経営学部経営環境学科設置
- 1997年（平成9年）12月 - 国際情報学部設置認可
- 1998年（平成10年）4月 - 国際情報学部国際情報学科設置
- 2000年（平成12年）7月 - 経営学部に情報マネジメント学科設置認可
- 2001年（平成13年）4月 - 経営学部に情報マネジメント学科を開設
- 2004年（平成16年）6月 - 経営学部経営学科・スポーツ経営学科、情報学部情報デザイン学科・国際情報学科設置届出
- 2005年（平成17年）4月 - 経営学部に経営学科・スポーツ経営学科を開設。情報学部情報デザイン学科・国際情報学科を開設
- 2009年（平成21年）6月 - 国際情報学部国際情報学科、経営学部経営環境学科・情報マネジメント学科廃止届出
- 2010年（平成22年）12月 - 学校法人第二静岡学園寄付行為変更認可（法人名変更）
- 2011年（平成23年）
  - 4月 - 法人名を学校法人新静岡学園に変更
  - 7月 - 経営学部に心理経営学科設置届出
- 2012年（平成24年）4月 - 経営学部に心理経営学科を開設
- 2020年（令和2年）4月 - スポーツ科学部設置届出
- 2021年（令和3年）4月 - スポーツ科学部スポーツ科学科設置

## 基礎データ

### 所在地

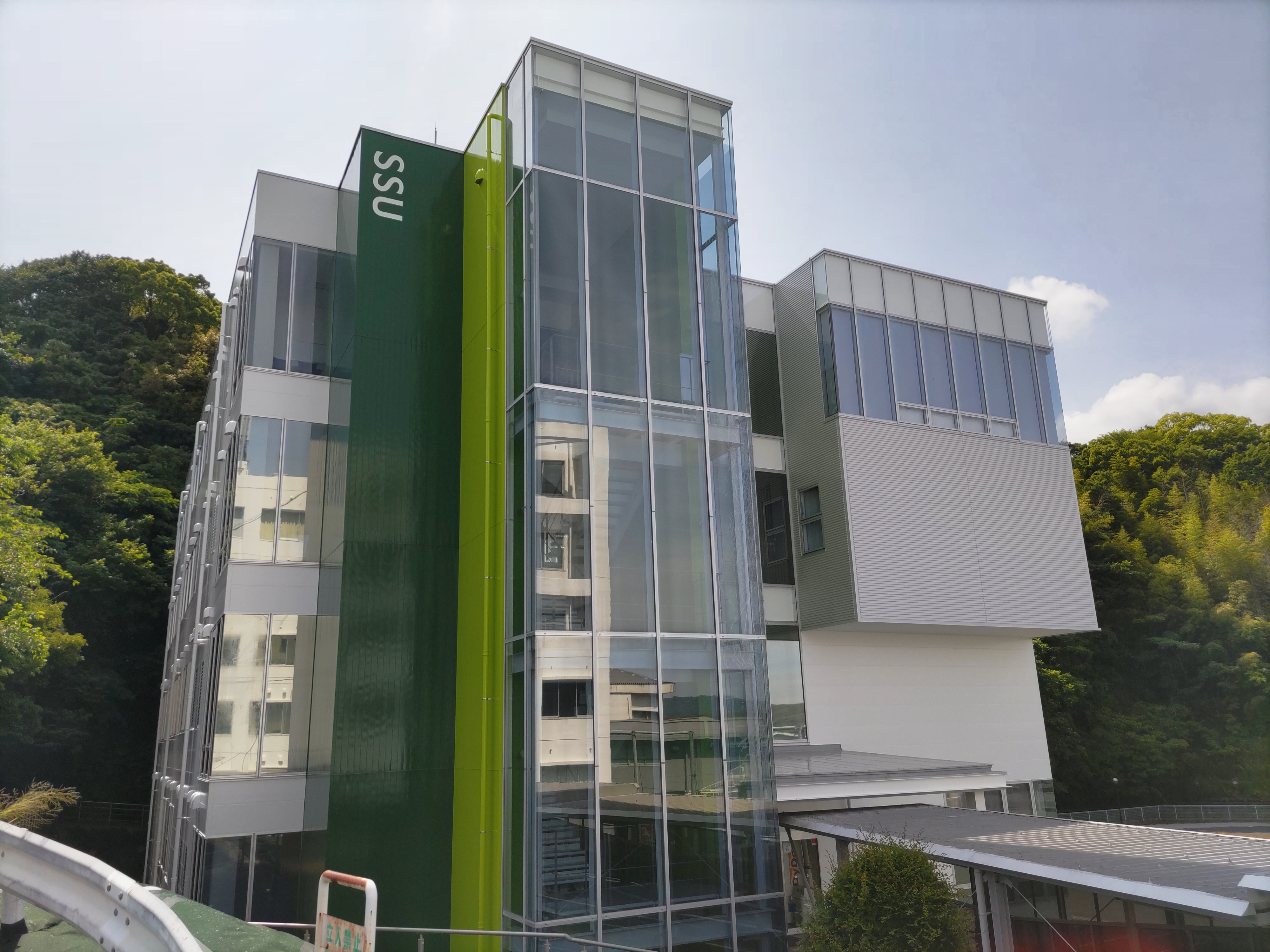
メディア・アートセンター（藤枝キャンパス）

- 藤枝キャンパス（静岡県藤枝市駿河台4丁目1番1号）
- 磐田キャンパス（静岡県磐田市大原1572番地1）

## 教育および研究

### 組織

#### 学部
- 経営学部
  - 経営学科
    - 流通・マーケティングコース
    - 地域総合プロデュースコース
    - 会計・ファイナンスコース

  - スポーツ経営学科
    - スポーツ経営コース
    - スポーツ教育コース
    - スポーツ保育コース

  - 心理経営学科
    - 消費者心理コース
    - 産業心理コース
    - スポーツ心理コース
- スポーツ科学部
  - スポーツ科学科
- 情報学部
  - 情報デザイン学科
    - ビジュアル表現コース
    - システムデザインコース
    - 広告プランニングコース

  - 国際情報学科
    - 地域学（しずおか学）コース
    - 国際ビジネスコース

#### 附属機関
- 総合研究所
- 教職センター
- （経営学部附置）経営研究センター
- （経営学部附置）情報デザイン研究センター
- （経営学部附置）地域学（しずおか学）研究センター
- （経営学部附置）日本語教育研究センター
- （スポーツ科学部附置）スポーツ教育研究センター
- （スポーツ科学部附置）スポーツ医科学研究センター

## 施設

### キャンパス

#### 藤枝キャンパス
- 使用学部：経営学部、情報学部
- 使用附属施設：図書館、美術館
- 交通アクセス：JR東海東海道本線藤枝駅

#### 磐田キャンパス
- 使用学部：経営学部、スポーツ科学部
- 使用附属施設：図書館
- 交通アクセス：JR東海東海道本線磐田駅南口の、「磐田駅南口」バス停より、10磐田市立病院福田線「福田車庫行き」「豊浜郵便局行き」のバスに乗車し、「静岡産業大学入口」バス停下車、徒歩約10分（平日のみ、静岡産業大学経由の運行もある。）

## 学生生活

### 部活動・クラブ活動・サークル活動

#### スポーツ

##### サッカー部
東海学生サッカーリーグ戦、及び静岡県社会人サッカーリーグに加盟している。総理大臣杯準優勝1回（2007年）などの戦績がある。　
- 硬式野球部は、東海地区大学野球連盟の静岡学生野球リーグに所属している。

## 大学関係者と組織

### 大学関係者一覧
- 静岡産業大学の人物一覧

## 公式サイト
- 静岡産業大学　Shizuoka Sangyo University